# Muscari kurdicum
Muscari kurdicum là một loài thực vật có hoa trong họ Măng tây. Loài này được Maroofi mô tả khoa học đầu tiên năm 2007.